# Gustav Krklec
Gustav Krklec (Udbina, 23 giugno 1899 – Zagabria, 30 ottobre 1977) è stato uno scrittore, poeta e critico letterario croato, uno dei poeti più importanti della letteratura croata del Novecento.

## Biografia
Krklec nacque a Udbina, nei pressi di Karlovac, ma trascorse la sua infanzia felice, assieme ai due fratelli e alle tre sorelle, a Marusevac, nello Hrvatsko Zagorje.
Frequentò la scuola elementare a Maruševac, dal 1909 si iscrisse al liceo classico di Varaždin e nel 1915 studiò nel ginnasio classico di Zagabria. L'anno seguente continuò la scuola a Sussak, dove ottenne il diploma nel 1918.
Lo stesso anno Krklec iniziò la sua amicizia con Ivo Andrić, allora editore della rivista in cui Krklec pubblicò alcune sue opere. L'anno seguente Krklec sposò Persidu Karsnijevic e Andric fu il padrino. 
Nel 1919, collaborò insieme ad Antun Branko Simic e Nikola Milicevic alla rivista letteraria Juriš ("Assalto") e nello stesso anno, sulla rivista Scena, pubblicò il suo unico dramma intitolato Grobnica ("La tomba").
Nel 1921 Krklec diede alle stampe il suo primo romanzo Beskućnici ("Senza fissa dimora").
La seconda raccolta di poesie Srebrna cesta ("Strada argentea", 1921), caratterizzata dalla grande espressività ed elementi metafisici, ottenne un buon successo di pubblico e di critica.
Nell'autunno del 1921 Krklec incominciò a studiare filosofia e psicologia a Zagabria, dopo di che si trasferì a  Praga, dove strinse amicizia con Karel Čapek, e successivamente a Belgrado, dove rimase fino al 1941.
Nel 1941, Krklec si sposò una seconda volta, con Mirjana Jovanovic, e assieme si trasferirono a Zemun, durante la seconda guerra mondiale, ritornando definitivamente a Zagabria dopo la fine delle ostilità.
Nel suo ultimo periodo creativo realizzò letteratura per ragazzi, canzoni, favole, pubblicate sulla rivista Radost ("Gioia").
Krklec ha ricevuto numerosi riconoscimenti e premi, tra i quali il Premio alla carriera Vladimir Nazor (1969).
Importante, inoltre, la sua attività di traduttore: dal russo le opere di Puškin, dal ceco quelle di Bezruć, dallo sloveno quelle di Prešeren, dal tedesco quelle di Brecht.
Nel 1977 diresse l'Unione degli Scrittori della Jugoslavia e fu membro dell'Accademia delle arti jugoslave.
Gustav Krklec morì il 30 ottobre 1977 a Zagabria dopo una lunga malattia.

## Stile e pensiero
Lo stile poetico di Krklec fu parzialmente influenzato dal poeta, scrittore croato politico Nazor, per quanto riguarda la tematica principale della descrizione della natura, oltre che per il ritmo sciolto del verso.
Agli esordi Krklec si avvicinò allo stile simbolico impressionista, invece nel corso della carriera aderì all'espressionismo tedesco.
Le liriche di Krklec si dimostrarono originali, personali e peculiari per il tenero sentimento dell'autore nei riguardi dell'umanità, la profonda fratellanza, la gioia della vita, l'ottimismo.
Dopo una parentesi formalistica con la raccolta San pod brezom ("Il sogno sotto la betulla", 1940), Krklec reagì alle violenze della seconda guerra mondiale con le addolorate e tristi poesie di Darovi za bezimenu ("Doni per la senza-nome", 1942) e Tamnice vremena ("Le prigioni del tempo", 1944).
Le successive opere, Tri poeme ("Tre poemi", 1950), Lirska petoljetka ("Canto quinquennale", 1952) e Žubor života ("Il gorgheggio della vita", 1955), manifestarono una ritrovata serenità e un riavvicinamento allo Hrvatsko Zagorje, luogo della sua infanzia.
Krklec è, accanto a Grigor Vitez, il più importante innovatore e iniziatore della poesia croata moderna per bambini, e scrisse spinto dal grande amore verso i bambini, dal desiderio di avvicinare la poesia all'esperienza dei bambini, caratterizzandosi per l'umorismo, l'arguzia, il nonsense, e la descrizione del riso degli animali.
Tra le altre principali raccolte di poesie menzioniamo: Lirika ("Testi", 1919); Pjesme, epigrammi i basne ("Poesie, epigrammi e fiabe", 1963); Crni kos ("Il merlo nero", 1974).
Krklec si distinse anche come critico letterario, grazie ai saggi Noćno iverje ("Schegge notturne", 1960); Novo noćno iverje ("Nuove schegge notturne", 1966),  scritti con lo pseudonimo di Martin Lipnjak.

## Opere principali

### Poesie
- Lirika ("Testi", 1919);
- Srebrna cesta ("Strada argentea", 1921);
- San pod brezom ("Il sogno sotto la betulla", 1940);
- Darovi za bezimenu ("Doni per la senza-nome", 1942);
- Tamnice vremena ("Le prigioni del tempo", 1944);
- Tri poeme ("Tre poemi", 1950);
- Lirska petoljetka ("Canto quinquennale", 1952);
- Žubor života ("Il gorgheggio della vita", 1955);
- Pjesme, epigrammi i basne ("Poesie, epigrammi e fiabe", 1963);
- Crni kos ("Il merlo nero", 1974).

### Romanzi
- Beskućnici ("Senza fissa dimora", 1921).

### Saggi
- Noćno iverje ("Schegge notturne", 1960);
- Novo noćno iverje ("Nuove schegge notturne", 1966).